# Huddersfield Town FC
Huddersfield Town FC is een Engelse voetbalclub uit Huddersfield, West Yorkshire, opgericht in 1908 en uitkomend in de League One. De club speelt zijn thuiswedstrijden in het John Smith's Stadium, dat plaats biedt aan ongeveer 25.000 toeschouwers. Voorheen werd op Leeds Road gespeeld. De naam van de club werd op 2 februari 2005 veranderd van Huddersfield Town Association Football Club naar Huddersfield Town Football Club.

## Geschiedenis
De club werd in 1910 toegelaten tot de Football League. Ze wonnen, onder leiding van trainer Herbert Chapman, de Engelse landstitel in 1923/24, 1924/25. In het seizoen 1925/26 werd de club met nieuwe trainer Cecil Potter wederom landskampioen. Ze waren daarmee de eerste club in Engeland die het lukte drie keer achter elkaar landskampioen te worden.
De club speelt in de jaren 80 en 90 van de twintigste eeuw afwisselend in de tweede en derde divisie van het Engelse voetbal. In het seizoen 2003/04 speelde de club zelfs een seizoen in de vierde divisie, maar met de terugkeer van trainer Peter Jackson, lukte het meteen te promoveren naar de League One.
De drie seizoenen daarna presteerde Huddersfield wisselvallig. In het seizoen 2004-2005 werd Huddersfield negende, in 2005-2006 werden ze vierde en liepen ze promotie naar de Championship net mis. In de derde ronde van de FA Cup werd Huddersfield uitgeschakeld door Chelsea op Stamford Bridge. Seizoen 2006-2007 eindigde Huddersfield op de 15de plaats.
Huddersfield maakte een goede start in het seizoen 2007-2008, de eerste twee wedstrijden werden gewonnen, hierdoor stond Huddersfield tweede in de League One. Ook dit jaar volgde uitschakeling in de FA Cup door Chelsea op Stamford Bridge. Ditmaal echter in de vijfde ronde na een indrukwekkende overwinning op Premier League club Birmingham City in de derde ronde. In april werd trainer Andy Ritchie ontslagen en vervangen door Stan Ternent. De club eindigde uiteindelijk als tiende.
Het seizoen 2008-2009 begon dramatisch. Op 4 november werd Stan Ternent ontslagen. Nieuwe voorzitter Dean Hoyle wilde zijn eigen keuze aanstellen als trainer. Dit werd oud Newcastle United middenvelder Lee Clark. Hij bracht de club vanaf een teleurstellende 16e plaats naar een redelijke 9e eindpositie.
Er werden veel nieuwe spelers aangetrokken voor het seizoen 2009-2010. Het team werd voornamelijk opgebouwd uit jonge spelers. Bovendien is het de echte doorbraak van Alex Smithies De 19-jarige keeper afkomstig uit de eigen jeugd maakt veel indruk en trekt veel aandacht van de aanwezige scouts. De club eindigde uiteindelijk als zesde, maar verloor van Millwall in de play-offs.
Na een teleurstellende uitschakeling in de play-offs werden opnieuw veel spelers aangetrokken. Dit keer koos Lee Clark vooral voor ervaren (oud-)internationals. Zo werden onder andere Joey Gudjonsson, Damien Johnson, Kevin Kilbane en Alan Lee gehaald. Huddersfield Town was samen met Southampton favoriet voor rechtstreekse promotie naar de Championship. Het seizoen 2010/11 begon wisselvallig. Halverwege de competitie waren al 9 wedstrijden verloren gegaan, maar na de kerst begon een schitterende reeks. Een club-record van 25 wedstrijden bleef de club ongeslagen, echter was dit niet genoeg om in de top 2 te eindigen. De club werd derde met 87 punten en moest het wederom uitvechten in de play-offs. In de halve finale wachtte twee wedstrijden tegen Bournemouth. Vooral de return in Huddersfield werd een echte kraker. Na 90 minuten was het 2-2 en moest er verlengd worden. Beiden clubs wisten te scoren, waardoor met een eindstand van 3-3 penalty's een winnaar moesten beslissen.
Huddersfield Town won en ging door naar de finale tegen Peterborough United op Old Trafford in Manchester. Ondanks grote delen van de wedstrijd de betere ploeg te zijn wisten zij niet te scoren. Een kwartier voor het einde maakte Peterborough de 0-1. Al snel liep het uit naar 0-3 en was het Peterborough United die promoveerde naar de Championship.
In de FA Cup werd in de 3e ronde nipt verloren van Arsenal in Londen. 2-1 was de eindstand.
De ongeslagen reeks in de competitie werd in het seizoen 2011-12 voortgezet. Uiteindelijk was het Charlton Athletic die na 43 wedstrijden eindelijk van Huddersfield wist te winnen in de competitie.
2011-12 is de definitieve doorbraak van Jordan Rhodes. De vorige twee seizoenen was hij al topscorer van de club, maar door zijn jonge leeftijd werd hij vaak op de bank gehouden. Dit seizoen is hij de onbetwiste spits.
In de maand oktober vond hij 14x het net. 5 hiervan waren in 2 wedstrijden voor Jong Schotland.
In de wedstrijd tegen Sheffield Wednesday op 17 december 2011 scoorde hij alle 4 doelpunten voor Huddersfield Town in een sensationele 4-4 gelijkspel. Op 6 januari weet Rhodes zelfs 5 keer te scoren tegen Wycombe Wanderers. Het seizoen zou hij eindigen op 40 doelpunten voor Huddersfield Town en 8 in 8 wedstrijden voor Jong Schotland.
Op 26 mei 2012 speelde Huddersfield in de League One play-off finale tegen Sheffield United.
Huddersfield had de beste kansen, maar door het goede presteren van onder meer keeper Steve Simonsen van Sheffield United kwam het niet verder dan 0-0. Op strafschoppen werd beslist wie er zou promoveren naar de Championship. In de reeks werd het 8-7 voor Huddersfield. Nadat alle 10 veldspelers van beide elftallen hun strafschop hadden genomen was het de beurt aan de keepers om het te bepalen. Alex Smithies schoot overtuigend raak voor Huddersfield, Sheffield United keeper Steve Simonsen schoot over.
Het seizoen 2012/13 verliep wisselvallig. Van de eerste 16 wedstrijden werden er 8 gewonnen en 3 gelijk gespeeld. Hiermee stond de club op een keurige zesde plek. Van de volgende 12 wedstrijden werd er géén wedstrijd meer gewonnen. Mede door een 6-1 nederlaag bij Leicester City en een 4-0 nederlaag bij Watford werd trainer Simon Grayson op 24 januari ontslagen. Op 14 februari 2013 werd oud-Manchester United spits Mark Robins aangesteld als nieuwe trainer. Nog steeds verliepen de uitslagen wisselvallig, echter waren er minder grote nederlagen sinds de trainerswissel. Door de goede reeksen aan het eind van het seizoen van onder meer Peterborough United, Sheffield Wednesday en Barnsley was het tot op de laatste speeldag spannend wie er zou degraderen.
Door een nederlaag van Peterborough konden Huddersfield en Barnsley de wedstrijd tegen elkaar als gelijkspel simpel uitspelen, waardoor beide clubs veilig waren voor degradatie.
Aan het begin van het seizoen werd Jordan Rhodes verkocht aan Blackburn Rovers voor een recordbedrag van £8 miljoen.
In 2017 promoveerde de club naar de Premier League nadat het de finale van de play-offs van de Championship na penalty's gewonnen had van Reading. Bij de rentree op het hoogste niveau, op zaterdag 12 augustus tijdens de eerste speeldag van het seizoen 2017/18, deed Huddersfield Town van zich spreken door bij Crystal Palace met 3-0 te winnen. Daarmee verpestte de club het debuut van de Nederlandse trainer van Palace, Frank de Boer. Huddersfield schreef geschiedenis op zaterdag 21 oktober, toen de ploeg van trainer-coach David Wagner op eigen veld met 2-1 won van grootmacht Manchester United door treffers van Aaron Mooy en Laurent Depoitre. Dat was de eerste zege van Huddersfield op United sinds maart 1952. Twee gelijke spelen bij en tegen Manchester City en Chelsea aan het eind van het seizoen garandeerden lijfsbehoud en een volgend seizoen in de Premier League. Op 30 maart 2019 degradeerde Huddersfield naar de Championship, na een 0–2 nederlaag tegen Crystal Palace. In 2024 degradeerde de club naar de League One.

## Erelijst
- Engels landskampioen: 1924, 1925, 1926
- FA Cup: 1922
- Charity Shield: 1922
- Kampioen Second Division: 1969/70
- Championship play-off winnaars: 2016/17
- Third Division Play-off winnaars: 1994/95, 2011/12
- Kampioen Fourth Division: 1979/80
- Fourth Division play-off winnaars: 2003/04

## Overzichtlijsten

### Eindklasseringen vanaf 1946/47
- 1947 20e
First Division
- 1948 19e
First Division
- 1949 20e
First Division
- 1950 15e
First Division
- 1951 19e
First Division
- 1952 21e
First Division
- 1953 2e
Second Division
- 1954 3e
First Division
- 1955 12e
First Division
- 1956 21e
First Division
- 1957 12e
Second Division
- 1958 9e
Second Division
- 1959 14e
Second Division
- 1960 6e
Second Division
- 1961 20e
Second Division
- 1962 7e
Second Division
- 1963 6e
Second Division
- 1964 12e
Second Division
- 1965 8e
Second Division
- 1966 4e
Second Division
- 1967 6e
Second Division
- 1968 14e
Second Division
- 1969 6e
Second Division
- 1970 1e
Second Division
- 1971 15e
First Division
- 1972 22e
First Division
- 1973 21e
Second Division
- 1974 10e
Third Division
- 1975 24e
Third Division
- 1976 5e
Fourth Division
- 1977 9e
Fourth Division
- 1978 11e
Fourth Division
- 1979 9e
Fourth Division
- 1980 1e
Fourth Division
- 1981 4e
Third Division
- 1982 17e
Third Division
- 1983 3e
Third Division
- 1984 12e
Second Division
- 1985 13e
Second Division
- 1986 16e
Second Division
- 1987 17e
Second Division
- 1988 23e
Second Division
- 1989 14e
Third Division
- 1990 8e
Third Division
- 1991 11e
Third Division
- 1992 3e
Third Division
- 1993 15e
Second Division
- 1994 11e
Second Division
- 1995 5e
Second Division
- 1996 8e
First Division
- 1997 20e
First Division
- 1998 16e
First Division
- 1999 10e
First Division
- 2000 8e
First Division
- 2001 22e
First Division
- 2002 6e
Second Division
- 2003 22e
Second Division
- 2004 4e
Third Division
- 2005 9e
League One
- 2006 4e
League One
- 2007 15e
League One
- 2008 10e
League One
- 2009 9e
League One
- 2010 6e
League One
- 2011 3e
League One
- 2012 4e
League One
- 2013 19e
Championship
- 2014 17e
Championship
- 2015 16e
Championship
- 2016 19e
Championship
- 2017 5e
Championship
- 2018 16e
Premier League
- 2019 20e
Premier League
- 2020 18e
Championship
- 2021 20e
Championship
- 2022 3e
Championship
- 2023 18e
Championship
- 2024 23e
Championship
- 2025 10e
League One

- First Division
- Second Division
- Third Division
- Fourth Division
- Premier League
- Championship
- League One

ⓘ In 1992 invoering van de Premier League en opheffing van de Fourth Division; in 2004 opheffing van de First, Second en Third Division.

### Seizoensresultaten
| Seizoen   | №  | Clubs | Divisie                         | Duels | Winst | Gelijk | Verlies | Doelsaldo | Punten |
| --------- | -- | ----- | ------------------------------- | ----- | ----- | ------ | ------- | --------- | ------ |
| 1946–1947 | 20 | 22    | Football League First Division  | 42    | 13    | 7      | 22      | 53–79     | 33     |
| 1947–1948 | 19 | 22    | Football League First Division  | 42    | 12    | 12     | 18      | 51–60     | 36     |
| 1948–1949 | 20 | 22    | Football League First Division  | 42    | 12    | 10     | 20      | 40–69     | 34     |
| 1949–1950 | 15 | 22    | Football League First Division  | 42    | 14    | 9      | 19      | 52–73     | 37     |
| 1950–1951 | 19 | 22    | Football League First Division  | 42    | 15    | 6      | 21      | 64–92     | 36     |
| 1951–1952 | 21 | 22    | Football League First Division  | 42    | 10    | 8      | 24      | 49–82     | 28     |
| 1952–1953 | 2  | 22    | Football League Second Division | 42    | 24    | 10     | 8       | 84–33     | 58     |
| 1953–1954 | 3  | 22    | Football League First Division  | 42    | 20    | 11     | 11      | 78–61     | 51     |
| 1954–1955 | 12 | 22    | Football League First Division  | 42    | 14    | 13     | 15      | 63–68     | 41     |
| 1955–1956 | 21 | 22    | Football League First Division  | 42    | 14    | 7      | 21      | 54–83     | 35     |
| 1956–1957 | 12 | 22    | Football League Second Division | 42    | 18    | 6      | 18      | 68–74     | 42     |
| 1957–1958 | 9  | 22    | Football League Second Division | 42    | 14    | 16     | 12      | 63–66     | 44     |
| 1958–1959 | 14 | 22    | Football League Second Division | 42    | 16    | 8      | 18      | 62–55     | 40     |
| 1959–1960 | 6  | 22    | Football League Second Division | 42    | 19    | 9      | 14      | 73–52     | 47     |
| 1960–1961 | 20 | 22    | Football League Second Division | 42    | 13    | 9      | 20      | 62–71     | 35     |
| 1961–1962 | 7  | 22    | Football League Second Division | 42    | 16    | 12     | 14      | 67–59     | 44     |
| 1962–1963 | 6  | 22    | Football League Second Division | 42    | 17    | 14     | 11      | 63–50     | 48     |
| 1963–1964 | 12 | 22    | Football League Second Division | 42    | 15    | 10     | 17      | 57–64     | 40     |
| 1964–1965 | 8  | 22    | Football League Second Division | 42    | 17    | 10     | 15      | 53–51     | 44     |
| 1965–1966 | 4  | 22    | Football League Second Division | 42    | 19    | 13     | 10      | 62–36     | 51     |
| 1966–1967 | 6  | 22    | Football League Second Division | 42    | 20    | 9      | 13      | 58–46     | 49     |
| 1967–1968 | 14 | 22    | Football League Second Division | 42    | 13    | 12     | 17      | 46–61     | 38     |
| 1968–1969 | 6  | 22    | Football League Second Division | 42    | 17    | 12     | 13      | 53–46     | 46     |
| 1969–1970 | 1  | 22    | Football League Second Division | 42    | 24    | 12     | 6       | 68–37     | 60     |
| 1970–1971 | 15 | 22    | Football League First Division  | 42    | 11    | 14     | 17      | 40–49     | 36     |
| 1971–1972 | 22 | 22    | Football League First Division  | 42    | 6     | 13     | 23      | 27–59     | 25     |
| 1972–1973 | 21 | 22    | Football League Second Division | 42    | 8     | 17     | 17      | 36–56     | 33     |
| 1973–1974 | 10 | 24    | Football League Third Division  | 46    | 17    | 13     | 16      | 56–55     | 47     |
| 1974–1975 | 24 | 24    | Football League Third Division  | 46    | 11    | 10     | 25      | 47–76     | 32     |
| 1975–1976 | 5  | 24    | Football League Fourth Division | 46    | 21    | 14     | 11      | 56–41     | 56     |
| 1976–1977 | 9  | 24    | Football League Fourth Division | 46    | 19    | 12     | 15      | 60–49     | 50     |
| 1977–1978 | 11 | 24    | Football League Fourth Division | 46    | 15    | 15     | 16      | 63–55     | 45     |
| 1978–1979 | 9  | 24    | Football League Fourth Division | 46    | 18    | 11     | 17      | 57–53     | 47     |
| 1979–1980 | 1  | 24    | Football League Fourth Division | 46    | 27    | 12     | 7       | 101–48    | 66     |
| 1980–1981 | 4  | 24    | Football League Third Division  | 46    | 21    | 14     | 11      | 71–40     | 56     |
| 1981–1982 | 17 | 24    | Football League Third Division  | 46    | 15    | 12     | 19      | 64–59     | 57     |
| 1982–1983 | 3  | 24    | Football League Third Division  | 46    | 23    | 13     | 10      | 84–49     | 82     |
| 1983–1984 | 12 | 22    | Football League Second Division | 42    | 14    | 15     | 13      | 56–49     | 57     |
| 1984–1985 | 13 | 22    | Football League Second Division | 42    | 15    | 10     | 17      | 52–64     | 55     |
| 1985–1986 | 16 | 22    | Football League Second Division | 42    | 14    | 10     | 18      | 51–67     | 52     |
| 1986–1987 | 17 | 22    | Football League Second Division | 42    | 13    | 12     | 17      | 54–61     | 51     |
| 1987–1988 | 23 | 23    | Football League Second Division | 44    | 6     | 10     | 28      | 41–100    | 28     |
| 1988–1989 | 14 | 24    | Football League Third Division  | 46    | 17    | 9      | 20      | 63–73     | 60     |
| 1989–1990 | 8  | 24    | Football League Third Division  | 46    | 17    | 14     | 15      | 61–62     | 65     |
| 1990–1991 | 11 | 24    | Football League Third Division  | 46    | 18    | 13     | 15      | 57–51     | 67     |
| 1991–1992 | 3  | 24    | Football League Third Division  | 46    | 22    | 12     | 12      | 59–38     | 78     |
| 1992–1993 | 15 | 24    | Football League Second Division | 46    | 17    | 9      | 20      | 54–61     | 60     |
| 1993–1994 | 11 | 24    | Football League Second Division | 46    | 17    | 14     | 15      | 58–61     | 65     |
| 1994–1995 | 5  | 24    | Football League Second Division | 46    | 22    | 15     | 9       | 79–49     | 81     |
| 1995–1996 | 8  | 24    | Football League First Division  | 46    | 17    | 12     | 17      | 61–58     | 63     |
| 1996–1997 | 20 | 24    | Football League First Division  | 46    | 13    | 15     | 18      | 48–61     | 54     |
| 1997–1998 | 16 | 24    | Football League First Division  | 46    | 14    | 11     | 21      | 50–72     | 53     |
| 1998–1999 | 10 | 24    | Football League First Division  | 46    | 15    | 16     | 15      | 62–71     | 61     |
| 1999–2000 | 8  | 24    | Football League First Division  | 46    | 21    | 11     | 14      | 62–49     | 74     |
| 2000–2001 | 22 | 24    | Football League First Division  | 46    | 11    | 15     | 20      | 48–57     | 48     |
| 2001–2002 | 6  | 24    | Football League Second Division | 46    | 21    | 15     | 10      | 65–47     | 78     |
| 2002–2003 | 22 | 24    | Football League Second Division | 46    | 11    | 12     | 23      | 39–61     | 45     |
| 2003–2004 | 4  | 24    | Football League Third Division  | 46    | 23    | 12     | 11      | 68–52     | 81     |
| 2004–2005 | 9  | 24    | Football League One             | 46    | 20    | 10     | 16      | 74–65     | 70     |
| 2005–2006 | 4  | 24    | Football League One             | 46    | 19    | 16     | 11      | 72–59     | 73     |
| 2006–2007 | 15 | 24    | Football League One             | 46    | 14    | 17     | 15      | 60–69     | 59     |
| 2007–2008 | 10 | 24    | Football League One             | 46    | 20    | 6      | 20      | 50–62     | 66     |
| 2008–2009 | 9  | 24    | Football League One             | 46    | 18    | 14     | 14      | 62–65     | 68     |
| 2009–2010 | 6  | 24    | Football League One             | 46    | 23    | 11     | 12      | 82–56     | 80     |
| 2010–2011 | 3  | 24    | Football League One             | 46    | 25    | 12     | 9       | 77–48     | 87     |
| 2011–2012 | 4  | 24    | Football League One             | 46    | 21    | 18     | 7       | 79–47     | 81     |
| 2012–2013 | 19 | 24    | Football League Championship    | 46    | 15    | 13     | 18      | 53–73     | 58     |
| 2013–2014 | 17 | 24    | Football League Championship    | 46    | 14    | 11     | 21      | 58–65     | 53     |
| 2014–2015 | 16 | 24    | Football League Championship    | 46    | 13    | 16     | 17      | 58–75     | 55     |
| 2015–2016 | 19 | 24    | Football League Championship    | 46    | 13    | 12     | 21      | 59–70     | 51     |
| 2016–2017 | 5  | 24    | Football League Championship    | 46    | 25    | 6      | 15      | 56–58     | 81     |
| 2017–2018 | 16 | 20    | Premier League                  | 38    | 9     | 10     | 19      | 28–58     | 37     |
| 2018–2019 | 20 | 20    | Premier League                  | 38    | 3     | 7      | 28      | 22–76     | 16     |
| 2019–2020 | 18 | 24    | Football League Championship    | 46    | 13    | 12     | 21      | 52-70     | 51     |
| 2020–2021 | 20 | 24    | Football League Championship    | 46    | 12    | 13     | 21      | 50-71     | 49     |
| 2021–2022 | 3  | 24    | Football League Championship    | 46    | 23    | 13     | 10      | 64-47     | 82     |
| 2022–2023 | 18 | 24    | Football League Championship    | 46    | 14    | 11     | 21      | 47-62     | 53     |
| 2023–2024 | 23 | 24    | Football League Championship    | 46    | 9     | 18     | 19      | 48-77     | 45     |
| 2024-2025 | 10 | 24    | Football League One             | 46    | 19    | 7      | 20      | 58-55     | 64     |

## Bekende (oud-)spelers
- Simon Charlton
- Jason Davidson
- Robert Green
- Joey Guðjónsson
- Grant Holt
- Lukas Jutkiewicz
- Denis Law
- Bill McGarry
- David Phillips
- Anthony Pilkington
- Jordan Rhodes
- Alex Smithies
- Marcus Stewart
- John Thorrington
- James Vaughan
- Ray Wilson

### Nederlanders
- Dean Gorré
- Terence Kongolo
- Elvis Manu
- Kenneth Monkou
- Rajiv van La Parra
- Clyde Wijnhard
- Juninho Bacuna
- Carel Eiting

### Belgen
- Laurent Depoitre
- Nico Vaesen

## Trivia
- Billy Smith scoorde de eerste goal direct uit een corner in Engeland.
- Iain Dunn scoorde de eerste golden goal in Groot-Brittannië. Hierdoor won Huddersfield 3-2 in de verlenging van Lincoln City op 30 november 1993.
- Gary Taylor-Fletcher scoorde op 8 augustus 2006 in de 3-0-overwinning van Hudderfield op Rotherham United de 3-0. Dit doelpunt was het 500.000e competitiedoelpunt in de Engelse competities.
- De in Huddersfield geboren politicus Harold Wilson was een trouwe fan van de club.

## Trainer-coaches
| Van        | Tot        | Naam              | D   | W  | G  | V  |
| ---------- | ---------- | ----------------- | --- | -- | -- | -- |
| 21.01.2019 | --         | Jan Siewert       |     |    |    |    |
| 09.11.2015 | 14.01.2019 | David Wagner      | 154 | 51 | 33 | 70 |
| 03.09.2014 | 04.11.2015 | Chris Powell      |     |    |    |    |
| 11.08.2014 | 02.09.2014 | Mark Lillis       |     |    |    |    |
| 14.02.2013 | 10.08.2014 | Mark Robins       |     |    |    |    |
| 24.01.2013 | 13.02.2013 | Mark Lillis       |     |    |    |    |
| 20.02.2012 | 23.01.2013 | Simon Grayson     |     |    |    |    |
| 12.08.2008 | 15.02.2012 | Lee Clark         |     |    |    |    |
| 25.04.2008 | 04.11.2008 | Stan Ternent      |     |    |    |    |
| 11.04.2007 | 01.04.2008 | Andy Ritchie      |     |    |    |    |
| 27.06.2003 | 06.03.2007 | Peter Jackson     |     |    |    |    |
| 01.07.2002 | 26.03.2003 | Mick Wadsworth    |     |    |    |    |
| 24.05.1999 | 16.10.2000 | Steve Bruce       |     |    |    |    |
| 07.10.1997 | 10.05.1999 | Peter Jackson     |     |    |    |    |
| 21.06.1995 | 06.10.1997 | Brian Horton      |     |    |    |    |
| 01.01.1994 | 30.06.1995 | Neil Warnock      |     |    |    |    |
| 01.07.1988 | 30.06.1992 | Eoin Hand         |     |    |    |    |
| 01.07.1987 | 30.06.1988 | Malcolm MacDonald |     |    |    |    |
| 01.07.1986 | 30.06.1987 | Steve Smith       |     |    |    |    |
| 01.07.1968 | 30.06.1974 | Ian Greaves       |     |    |    |    |
| 01.07.1956 | 30.06.1959 | Bill Shankly      |     |    |    |    |
| 01.04.1952 | 31.10.1956 | Andy Beattie      |     |    |    |    |
| 01.07.1943 | 30.06.1947 | David Steele      |     |    |    |    |
| 01.07.1921 | 31.05.1925 | Herbert Chapman   |     |    |    |    |
| 01.07.1912 | 31.01.1920 | Arthur Fairclough |     |    |    |    |